# Eufrozyna Suzdalska
Eufrozyna, imię świeckie Teodulia, cu. Prepodobnaja Jewfrosinija Suzdalskaja (ur. pocz. XIII w., zm. 25 września 1250 w Suzdalu)  – ruska księżna, prawosławna mniszka i święta.

## Żywot
Informacje o życiu Eufrozyny pochodzą zasadniczo z żywota napisanego najprawdopodobniej na przełomie lat 50. i 60. XVI w. w oparciu o starsze latopisy i na wzór żywotów innych świętych. Według żywota Teodulia była starszą córką księcia czernihowskiego Michała Wsiewołodowicza, co oznaczałoby, że urodziła się na początku XIII w. Równocześnie źródło to wskazuje, że piętnastoletnia dziewczyna została wysłana do Suzdala, by wyjść za mąż za Minę Iwanowicza, nazwanego w tekście „księciem”. Mógł on być synem warega Szymona, co oznaczałoby przynależność do rodu bojarskiego, a nie książęcego. W takim wypadku informacja o tym, że Teodulia była najstarszą córką księcia Michała, byłaby najpewniej nieprawdziwa.
Po nieoczekiwanej śmierci narzeczonego Teodulia wstąpiła do monasteru Złożenia Szaty Matki Bożej w Blachernie w Suzdalu i tam została postrzyżona na mniszkę z imieniem Eufrozyna. Żywot przypisuje jej liczne cuda: uratowanie monasteru podczas najazdu mongolskiego, przepowiednie, uzdrowienia. Data śmierci i pochówku Eufrozyny jest nieznana, funkcjonującą w literaturze datę 1250 należy traktować jedynie jako domysł.

## Kult
Kult Eufrozyny zaczął rozwijać się, gdy biskupem suzdalskim i tarusskim został Genadiusz, dotychczasowy przełożony monasteru Narodzenia Matki Bożej we Włodzimierzu. Z 1548 pochodzi najstarszy kalendarz wspomnień liturgicznych, w którym wskazano Eufrozynę jako świętą pod datą 25 września. Oficjalna kanonizacja mniszki z przeznaczeniem dla kultu w całej Rosji miała najprawdopodobniej miejsce w 1576. W rozwój kultu Eufrozyny był zaangażowany biskup suzdalski Warłaam, który w latach 1579–1585 opracował drugą redakcję pierwotnego, XVI-wiecznego żywota.
Relikwie
Relikwie mniszki zostały ekshumowane z monasterskiego cmentarza w 1698 przez metropolitę suzdalskiego i jurjewskiego Hilariona oraz biskupa tambowskiego Leoncjusza, na polecenie patriarchy moskiewskiego i całej Rusi Adriana.
Wystawiono je dla kultu w głównym soborze monasterskim. W 1919 raka z relikwiami świętej została otwarta w ramach zorganizowanej przez bolszewików kampanii otwierania relikwiarzy. W protokole oględzin relikwii zapisano, że w race znajdowały się szczątki owinięte czarną mantią. Relikwie skonfiskowano w 1922 podczas konfiskaty majątku Cerkwi Rosyjskiej i wystawiono w antyreligijnym oddziale regionalnego muzeum. W 1988 przekazano je do cerkwi Świętych Konstantyna i Heleny w Suzdalu, ówcześnie jedynej czynnej świątyni prawosławnej w mieście.
Dzień obchodów
Eufrozyna wspominana jest trzykrotnie:
- 20 września/3 października[c] (Sobór Świętych Briańskich)
- 23 czerwca/6 lipca (Sobór Świętych Włodzimierskich)
- 25 września/8 października[1].